# Moulézan-et-Montagnac
Moulézan-et-Montagnac est une ancienne commune du Gard. Créée en 1815, elle est issue de la fusion des communes de Moulézan et Montagnac. En 1947, Moulézan-et-Montagnac devient Moulézan à la suite du rétablissement de Montagnac,.

## Histoire
Les communes de Moulézan et de Montagnac sont fusionnées par un décret du 23 janvier 1815. Les deux communes avaient déjà fusionnées au sein d'une même paroisse par décret du 17 prairial an XIII (6 juin 1805), dont le chef-lieu est fixé à Moulézan.
Dès 1838, les habitants de Montagnac demandent, à travers une pétition, à redevenir une commune de plein exercice. La demande remonte jusqu'au Conseil d'État qui la rejette le 27 octobre 1840.
Le 10 septembre 1947, un arrêté du préfet du Gard prononce la séparation des deux communes ; Montagnac redevient une commune indépendante.

## Population et société

### Démographie
| 1821 | 1831 | 1836 | 1841 | 1846 | 1851 | 1856 | 1861 | 1866 |
| ---- | ---- | ---- | ---- | ---- | ---- | ---- | ---- | ---- |
| 481  | 536  | 548  | 556  | 567  | 601  | 576  | 586  | 599  |

| 1872 | 1876 | 1881 | 1886 | 1891 | 1896 | 1901 | 1906 | 1911 |
| ---- | ---- | ---- | ---- | ---- | ---- | ---- | ---- | ---- |
| 580  | 534  | 502  | 521  | 509  | 506  | 501  | 525  | 516  |

| 1921 | 1926 | 1931 | 1936 | 1946 | - | - | - | - |
| ---- | ---- | ---- | ---- | ---- | - | - | - | - |
| 507  | 466  | 434  | 411  | 311  | - | - | - | - |